# Emil Abigt
Emil Julius Abigt (Zeitz, 1878. január 11. – 1935 után) német újságíró, könyvkiadó.

## Élete
Julius Abigt és Emilie Jahn fia volt. Több, leginkább belsőépítészettel, lakberendezéssel, a vidéki házak lakáskultúrájával foglalkozó lap és könyv kiadója volt, mint például a Landhaus und Villa, Haus und Wohnung és a Das Landhaus. Wiesbadenben volt saját kiadói könyvesboltja. 1919-ben a Mieterschutzvereins első elnöke lett, amely egyesület székhelye szintén Wiesbadenben volt. 1920-ban nemzeti tevékenysége miatt elfogták, s rövid ideig börtönbe került, Később a Balti-tenger melletti Rauschenben (ma: Szvetlogorszk) élt.

## Külső hivatkozások
- Emil Abigt munkái a worldcat oldalon
- építészeti tanulmány, Abigt által kiadott forrásokkal

## Fordítás
- Ez a szócikk részben vagy egészben  az   Emil Abigt című német Wikipédia-szócikk ezen változatának fordításán alapul.  Az eredeti cikk szerkesztőit annak laptörténete sorolja fel. Ez a jelzés csupán a megfogalmazás eredetét és a szerzői jogokat jelzi, nem szolgál a cikkben szereplő információk forrásmegjelöléseként.